# Парадокс Монти Холла

В поисках автомобиля игрок выбирает дверь № 1. Тогда ведущий открывает одну из оставшихся дверей, например 3-ю, за которой находится коза, и предлагает игроку изменить свой выбор на дверь № 2. Стоит ли ему это делать?

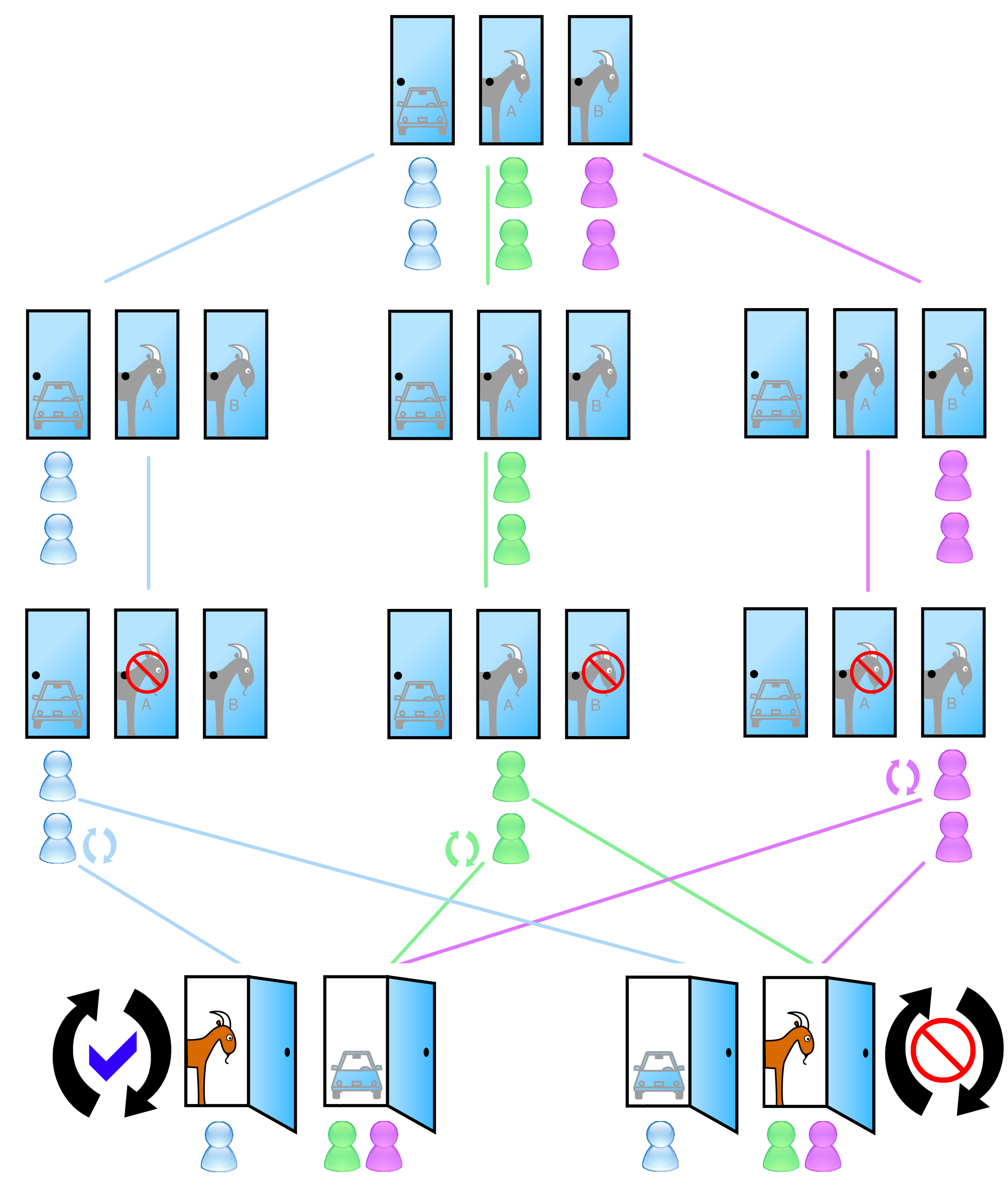
Распределение вероятностей. Из тех, кто менял дверь (нижний левый угол), двое получили машину и один — козу. Из тех, кто не менял (нижний правый угол) — наоборот.

Парадокс Монти Холла — одна из известных задач теории вероятностей, решение которой, на первый взгляд, противоречит здравому смыслу. Эта задача не является парадоксом, так как не содержит в себе противоречия.
Задача впервые была опубликована (вместе с решением) в 1975 году в журнале «The American Statistician» профессором Калифорнийского университета Стивом Селвином. Она стала популярной после появления в журнале «Parade» в 1990 году.

## Формулировка
Задача формулируется как описание игры, основанной на американской телеигре «Let’s Make a Deal», и названа в честь продюсера и первого ведущего этой передачи Монти Холла. Наиболее распространённая формулировка этой задачи, опубликованная в 1990 году в журнале Parade Magazine, звучит следующим образом:
Представьте, что вы стали участником игры, в которой вам нужно выбрать одну из трёх дверей. За одной из дверей находится автомобиль, за двумя другими дверями — козы. Вы выбираете одну из дверей, например, номер 1, после этого ведущий, который знает, где находится автомобиль, а где — козы, открывает одну из оставшихся дверей, например, номер 3, за которой находится коза. После этого он спрашивает вас — не желаете ли вы изменить свой выбор и выбрать дверь номер 2? Увеличатся ли ваши шансы выиграть автомобиль, если вы примете предложение ведущего и измените свой выбор?
После публикации немедленно выяснилось, что задача сформулирована некорректно: не все условия оговорены. Например, ведущий может придерживаться стратегии «адский Монти»: предлагать сменить выбор тогда и только тогда, когда игрок первым ходом выбрал автомобиль. Очевидно, что смена первоначального выбора будет вести в такой ситуации к гарантированному проигрышу (см. ниже).
Наиболее популярной является задача с дополнительным условием — участнику игры заранее известны следующие правила:
- автомобиль равновероятно размещён за любой из трёх дверей;
- ведущий знает, где находится автомобиль;
- ведущий в любом случае обязан открыть дверь с козой (но не ту, которую выбрал игрок) и предложить игроку изменить выбор;
- если у ведущего есть выбор, какую из двух дверей открыть (то есть, игрок указал на верную дверь, и за обеими оставшимися дверями — козы), он выбирает любую из них с одинаковой вероятностью.

В нижеследующем тексте обсуждается задача Монти Холла именно в этой формулировке.

## Разбор
Меняя дверь, игрок выигрывает, если изначально взял проигрышную, и наоборот. Отсюда и апостериорные вероятности выигрыша автомобиля: 1⁄3 если не сменить, и 2⁄3 если сменить. А равновероятное открытие левой и правой двери, если игрок всё-таки указал на автомобиль, не даёт извлечь информацию из факта, что открыта левая или правая дверь.
Это можно записать таблицей: пусть для определённости игрок выбрал 1-ю дверь.
| Дверь 1 | Дверь 2 | Дверь 3 | Ведущий откроет | Результат, если менять выбор | Результат, если не менять выбор |
| ------- | ------- | ------- | --------------- | ---------------------------- | ------------------------------- |
| Авто    | Коза    | Коза    | 2 или 3         | Коза                         | Авто                            |
| Коза    | Авто    | Коза    | 3               | Авто                         | Коза                            |
| Коза    | Коза    | Авто    | 2               | Авто                         | Коза                            |

Но часто при решении этой задачи рассуждают примерно так: ведущий всегда в итоге убирает одну проигрышную дверь, и тогда вероятности появления автомобиля за двумя не открытыми становятся равны 1⁄2, вне зависимости от первоначального выбора. Но это неверно: хотя возможностей выбора действительно остаётся две, эти возможности (с учётом предыстории) не являются равновероятными. Это так, поскольку изначально все двери имели равные шансы быть выигрышными, но затем имели разные вероятности быть исключёнными.
Для большинства людей этот вывод противоречит интуитивному восприятию ситуации, и благодаря возникающему несоответствию между логическим выводом и ответом, к которому склоняет интуитивное мнение, задача и называется парадоксом Монти Холла.
Следует иметь в виду, что первый выбор двери игроком влияет на то, из каких двух оставшихся дверей будет выбирать Монти.
Ещё более наглядной ситуация с дверями становится, если представить, что дверей не 3, а, скажем, 1000, и после выбора игрока ведущий убирает 998 лишних (с козами), оставляя 2 двери: ту, которую выбрал игрок, и ещё одну. Представляется более очевидным, что вероятности нахождения приза за этими дверьми различны, и не равны 1⁄2. Если мы меняем дверь, то проигрываем только в том случае, если с самого начала выбрали призовую дверь, вероятность чего 1:1000. Выигрываем же мы при смене двери в том случае, если наш изначальный выбор был неправильным, а вероятность этого — 999 из 1000. В случае с 3 дверьми логика сохраняется, но вероятность выигрыша при смене решения соответственно 2⁄3, а не 999⁄1000.
Также поставив себя на место игрока в примере с 1000 дверьми. Вряд ли Вы изначально выберете призовую дверь — вероятность этого очень мала: сразу найти нужную из 1000 практически невозможно. Остановившись на первоначальном выборе, Вы будете думать, что промахнулись, а приз скорее всего спрятан за одной из других 999 дверей. Когда ведущий открывает 998 дверей, за которыми находятся козы, можно сказать, что он отметает все неправильные варианты и подсказывает ту самую призовую дверь.
Другой способ рассуждения — замена условия эквивалентным. Представим, что, вместо осуществления игроком первоначального выбора (пусть это будет всегда дверь № 1) и последующего открытия ведущим двери с козой среди оставшихся (то есть всегда среди № 2 и № 3), игроку нужно угадать дверь с первой попытки, но ему предварительно сообщается, что за дверью № 1 автомобиль может быть с исходной вероятностью (33 %), а среди оставшихся дверей указывается, за какой из дверей автомобиля точно нет (0 %). Соответственно, на последнюю дверь всегда будет приходиться 67 % и стратегия её выбора предпочтительна.
Ещё более наглядное рассуждение — заранее зная полные условия игры (то, что выбор предложат поменять) и заранее с этими условиями согласившись, игрок фактически в первый раз выбирает дверь, за которой приза, по его мнению, нет (и может ошибиться с вероятностью 1⁄3). Одновременно, косвенно он указывает на оставшиеся две двери, за одной из которых приз, по его мнению, есть, что даёт шанс на выигрыш 2⁄3. Это эквивалентно игре, в которой ведущий бы в самом начале однократно предлагал игроку исключить одну «лишнюю» дверь и гарантированно открыть две оставшиеся.

## Другое поведение ведущего
Классическая версия парадокса Монти Холла утверждает, что ведущий обязательно предложит игроку сменить дверь, независимо от того, выбрал тот машину или нет. Но возможно и более сложное поведение ведущего. В этой таблице кратко описаны несколько вариантов поведения. Если не сказано противное, призы равновероятно расположены за дверями, ведущий знает, где автомобиль, а если есть выбор — равновероятно выбирает из двух коз. Если ведущий влияет на вероятности, а не следует жёсткой процедуре, то его цель — уберечь автомобиль от испытуемого. Цель испытуемого, соответственно, его забрать.
| Поведение ведущего | Результат |
| --- | --- |
| «Адский Монти»: ведущий предлагает сменить, если дверь правильная. | С вероятностью ⅔ предложения не будет, и испытуемый останется с козой. С вероятностью ⅓ — предложение будет, и смена всегда даст козу. |
| «Ангельский Монти»: ведущий предлагает сменить, если дверь неправильная. | С вероятностью ⅓ предложения не будет, и испытуемый возьмёт автомобиль. С вероятностью ⅔ — предложение будет, и смена всегда даст автомобиль. |
| «Несведущий Монти» или «Монти Бух»: ведущий нечаянно падает, открывается дверь, и оказывается, что за ней не машина. Другими словами, ведущий сам не знает, что за дверями, открывает дверь полностью наугад, и только случайно за ней не оказалось автомобиля. | С вероятностью ⅓ упавший Монти откроет автомобиль, проигрыш. С вероятностью ⅔ последует предложение, и смена даст выигрыш в ½ случаев. Именно так устроено американское шоу «Deal or No Deal» — правда, случайную дверь открывает сам игрок, и если за ней нет автомобиля, ведущий предлагает сменить.                                        |
| Ведущий выбирает одну из коз и открывает её, если игрок выбрал другую дверь. | С вероятностью ⅓ предложения не будет, проигрыш. С вероятностью ⅔ последует предложение, и смена даст выигрыш в ½ случаев. |
| Ведущий всегда открывает козу. Если выбран автомобиль, левая коза открывается с вероятностью p и правая с вероятностью q=1−p. | Если ведущий открыл левую дверь, смена даёт выигрыш с вероятностью {\displaystyle {\frac {1}{1+p}}}. Если правую — {\displaystyle {\frac {1}{1+q}}}. Однако испытуемый никак не может повлиять на вероятность того, что будет открыта правая дверь — независимо от его выбора это произойдёт с вероятностью {\displaystyle {\frac {1+q}{3}}}. |
| То же самое, p=q=½ (классический случай). | Смена даёт выигрыш с вероятностью ⅔. |
| То же самое, p=1, q=0 («бессильный Монти» — усталый ведущий стоит у левой двери и открывает ту козу, которая ближе). | Если ведущий открыл правую дверь (вероятность этого ⅓), смена даёт гарантированный выигрыш. Если левую, что бывает в ⅔ случаев — вероятность ½. |
| Ведущий не знает, что за дверями. Он выбирает одну из двух оставшихся дверей, тайно советуется с напарником, и предлагает сменить, если там коза. То есть он открывает козу всегда, если выбран автомобиль, и с вероятностью ½ в противном случае.              | Аналогично варианту «Монти Бух»: с вероятностью ⅓ тайный напарник скажет, что там автомобиль, предложения не будет, проигрыш. С вероятностью ⅔ будет предложение, и смена даст выигрыш в ½ случаев. |
| Общий случай: игра повторяется многократно, вероятность спрятать автомобиль за той или иной дверью, а также открыть ту или иную дверь произвольная, однако ведущий знает, где автомобиль, и всегда предлагает смену, открывая одну из коз.                      | Равновесие Нэша: ведущему выгоднее всего именно парадокс Монти Холла в классическом виде — машина прячется за любой из дверей с вероятностью ⅓; если есть выбор, открываем любую козу наугад. Вероятность выигрыша ⅔. |
| То же самое, но ведущий может не открывать дверь вообще. | Равновесие Нэша: ведущему выгодно не открывать дверь, вероятность выигрыша ⅓. |

1. 1 2 3  Данной сноской обозначены ситуации, когда играющему не важно, менять дверь или нет.

## Вариант: задача трёх узников
Задача предложена Мартином Гарднером в 1959 году.
Трое заключённых, A, B и С, заключены в одиночные камеры и приговорены к смертной казни. Губернатор случайным образом выбирает одного из них и милует его. Стражник, охраняющий заключённых, знает, кто помилован, но не имеет права сказать этого. Заключённый A просит стражника сказать ему имя того (другого) заключённого, кто точно будет казнён: «Если B помилован, скажи мне, что казнён будет C. Если помилован C, скажи мне, что казнён будет B. Если они оба будут казнены, а помилован я, подбрось монету, и скажи имя B или C».
Стражник говорит заключённому A, что заключённый B будет казнён. Заключённый A рад это слышать, поскольку он считает, что теперь вероятность его выживания стала ½, а не ⅓, как была до этого. Заключённый A тайно говорит заключённому С, что B будет казнён. Заключённый С также рад это слышать, поскольку он всё ещё полагает, что вероятность выживания заключённого А — ⅓, а его вероятность выживания возросла до 2⁄3. Как такое может быть?

### Разбор
Знакомый с парадоксом Монти Холла теперь знает, что прав C и не прав A.
- Помилуют A, стражник сказал B — вероятность 1⁄6.
- Помилуют A, стражник сказал C — вероятность тоже 1⁄6.
- Помилуют B, стражник сказал C — вероятность ⅓.
- Помилуют C, стражник сказал B — вероятность тоже ⅓.

Так что фраза «Казнят B» оставляет 1-й и 4-й варианты — то есть 2⁄3 вероятности, что помилуют C, и ⅓, что A.
Люди думают, что вероятность ½, потому что они игнорируют суть вопроса, который заключённый A задаёт стражнику. Если бы стражник мог ответить на вопрос «Будет ли заключенный B казнён?», тогда в случае положительного ответа вероятность казни А действительно бы уменьшалась с 2⁄3 до ½.
К вопросу можно подойти и с другой стороны: если A помилуют, стражник скажет любое имя наугад; если A казнят — стражник скажет того, кого казнят вместе с A. Так что вопрос не даст A никакого дополнительного шанса на помилование.